# 安芸高田市消防本部
安芸高田市消防本部（あきたかたししょうぼうほんぶ）は、広島県安芸高田市の消防部局（消防本部）。

## 管内の現況
- 管内の人口 - 28,479人

2020年（令和2年）1月1日現在
- 管内の世帯数 - 13,545世帯

2020年（令和2年）1月1日現在
- 管内の面積 - 537.75km2

2020年（令和2年）1月1日現在

## 沿革
- 1973年（昭和48年）4月1日 - 高田地区消防組合消防本部が発足する[1]。
- 2004年（平成16年）3月1日 - 安芸高田市の発足に伴い、安芸高田市消防本部が発足する[1]
- 2015年（平成27年）4月1日 - 消防救急デジタル無線の運用を開始する[1]。

## 組織
【出典】
- 消防長（消防司令長）
  - 消防総務課
  - 消防課
  - 予防課
  - 安芸高田消防署
    - 北部分駐所

## 消防署等
消防署
| 消防署         | 郵便番号   | 所在地                             | 分駐所     |
| -------------- | ---------- | ---------------------------------- | ---------- |
| 安芸高田消防署 | 〒731-0501 | 広島県安芸高田市吉田町吉田751番地1 | 北部分駐所 |

分駐所
| 分駐所     | 郵便番号   | 所在地                             |
| ---------- | ---------- | ---------------------------------- |
| 北部分駐所 | 〒731-0701 | 広島県安芸高田市美土里町北788番地1 |